# Liste des établissements romains en Germanie inférieure
 (septembre 2012).
Si vous disposez d'ouvrages ou d'articles de référence ou si vous connaissez des sites web de qualité traitant du thème abordé ici, merci de compléter l'article en donnant les références utiles à sa vérifiabilité et en les liant à la section « Notes et références ».

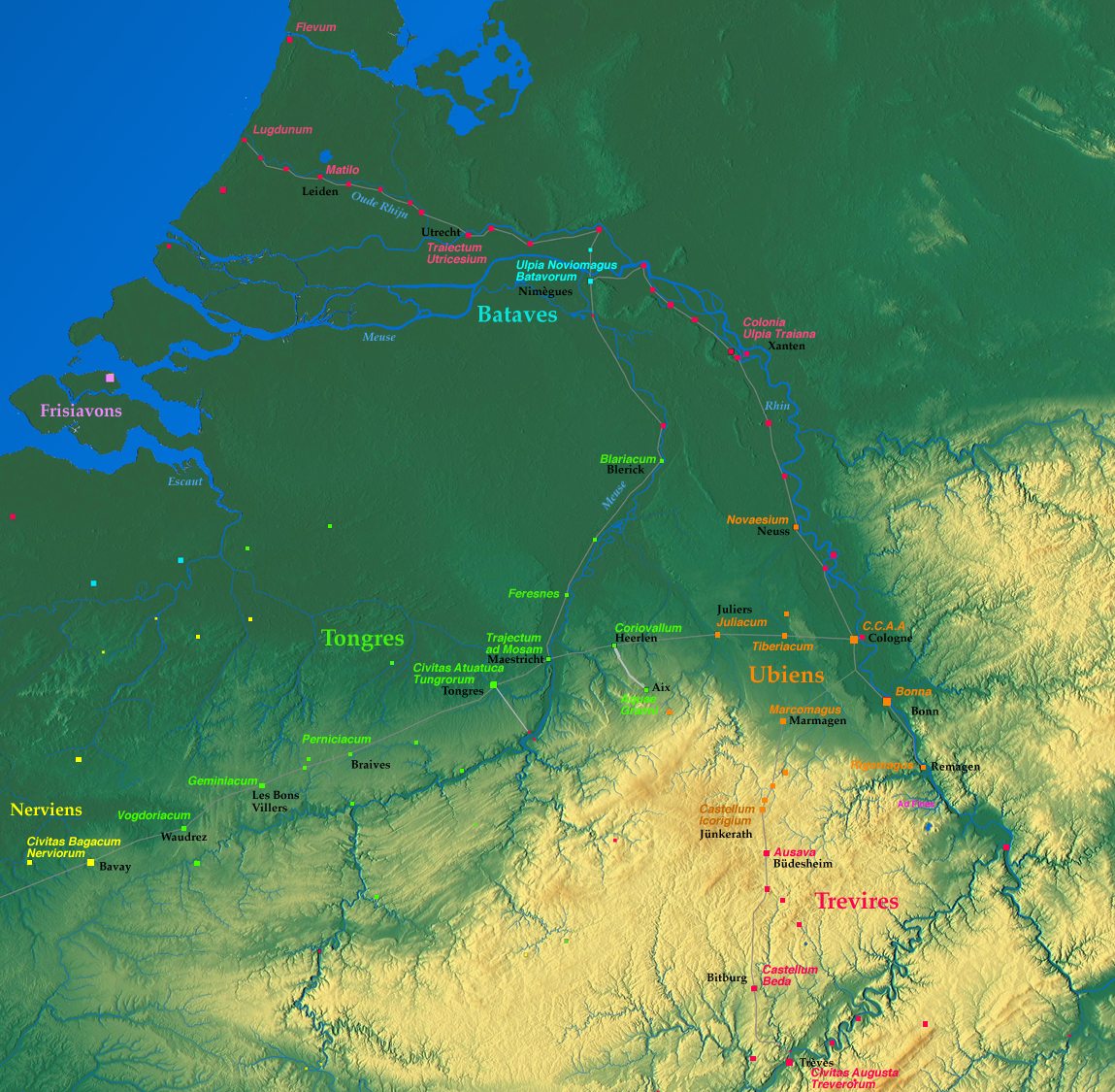
Topographie de la Germanie inférieure, chaussées romaines, Limes et situation des Tongres, Ubiens, Bataves, Cannefates, Trévires, Nerviens et Frisaviones

La liste des établissements romains en Germanie inférieure permet d'évaluer l'organisation générale de la province romaine, sa population et la répartition des différents peuples et leur civitas.

## Villes,ColoniaetMunicipium
| Nom actuel   | Nom romain                                    | Remarques                                   | Peuplades                                                                                      | Début                               | Fin                 |
| Cologne      | Colonia Claudia Ara Agrippinensium            | Colonia, capitale de la Germanie Inférieure | Capitale des Ubiens et de la civitas ubiorum déplacés vers la rive gauche du Rhin.             | 9 av. J.-C.                         | Ve siècle           |
| Xanten       | Colonia Ulpia Traiana                         | Colonia et Thermes                          | _                                                                                              | de 71                               | à 275/276           |
| Voorburg     | Forum Hadriani Municipium Aelium Cananefatium | Municipium                                  | Capitale des Cananefates de la civitas Cananefatorum                                           | fondée par Hadrien en 121 ap. J.-C. | abandonnée vers 270 |
| Nimègue      | Ulpia Noviomagus Batavorum                    | Municipium Camps de Légion                  | Capitale des Bataves de la Civitas Batavorum                                                   | _                                   | _                   |
| Tongres      | Atuatuca Tungrorum                            | Municipium                                  | Capitales des Tungri de la Civitas Tungrorum qui dès 89 regroupe les Eburons et les Atuatuques | _                                   | 492                 |
| Colijnsplaat | Ganuenta                                      | Disparue dans l'estuaire de l'Escaut        | Capitale des Frisiavons de la Civitas Frisiavonorum                                            | _                                   | 227                 |

## Castellum et Canabae legionis des Limes du Vieux Rhin et du Rhin
| Nom actuel                  | Nom romain                              | Remarques | Peuplades | Début                       | Fin                          |
| Aalen                       |                                         | Limes du Vieux Rhin, Castellum d'un millier de cavaliers. |           |                             |                              |
| Alphen-sur-Rhin             | Albaniana                               | Limes du Vieux Rhin,Castellum d'une cohorte | Bataves   | 50 apr. J.-C.               | vers 275                     |
| Arnhem-Meinerswijk          | Castra Herculis                         | Limes du Rhin, Castrum de légion et auxiliaires | _         | entre 10 et 20              | après 350                    |
| Moers-Asberg                | Asciburgium                             | Burgus du Valentinien | _         | 11-12 av. J.-C.             | 83/85 ap. J.-C.              |
| Baerl                       | _                                       | _ | _         | _                           | _                            |
| Bingen am Rhein             | Bingium                                 | _ | _         | _                           | _                            |
| Bodegraven                  | _                                       | hypothèse d'un petit castellum | _         | _                           | _                            |
| Bonn                        | Castra Bonnensia ou Colonia Julia Bonna | Limes du Rhin, Camps de Légion, Caesaris pons sur le Rhin | _         | 30 apr. J.-C.               | IVe ou Ve siècle             |
| Boppard                     | Boudobriga                              | _ | _         | _                           | _                            |
| Dormagen                    | Durnomagus                              | _ | _         | de 80/90                    | à 390                        |
| Driel                       | _                                       | Incertain | _         | _                           | _                            |
| Duiven-Loowaard             | _                                       | Castellum du Limes du Rhin aux Pays-Bas emporté par le Rhin | _         | de 40                       | IVe siècle                   |
| Herwen-De Bijland           | Carvium                                 | Limes du Rhin aux Pays-Bas, Castellum d'une cohorte | _         | 2e quart du Ier siècle      | à 275                        |
| Clèves Rindern              | Harenatium ou Arenacum                  | Castellum | _         | du Ier siècle               | au IIIe siècle               |
| Kalkar Altakakar            | Burginatium                             | Limes du Vieux Rhin, Petit Castellum | _         | de 40                       | au début du Ve siècle        |
| Katwijk-Brittenburg         | Lugdunum Batavorum                      | Limes du Vieux Rhin, Castellum et (peut-être un phare (?)) pour une cohorte à l'embouchure du Vieux Rhin emporté par les tempêtes de la mer du Nord                           | Bataves   | créé par Trajan ou Hadrien  | vers 272                     |
| Kesteren                    | Carvo                                   | Limes du Rhin aux Pays-Bas, Castellum emporté par le Rhin | _         | _                           | en 225                       |
| Cologne-Marienburg-Alteburg | _                                       | Limes du Rhin, flottille et vieux castellum | _         | Début du Ier siècle         | à 276                        |
| Cologne-Deutz               | Divitia                                 | Limes du Rhin, Castellum de l'autre côté du Rhin pour protéger le pont. | _         | Début du IVe siècle         | Début du Ve siècle           |
| Krefeld Gellep-Stratum      | Gelduba                                 | Castellum d'une Cohorte, Musée Burg Linn à Krefeld | _         | Fin du Ier siècle av. J.-C. | Ve siècle                    |
| Maurik                      | Mannaricium                             | Limes du Vieux Rhin : lors de travaux de dragage dans les années 1970 on a retrouvé des vestiges d'un castellum d'une cohorte. Le Vieux Rhin a probablement emporté le reste. | _         | de 70                       | à 275                        |
| Monheim am Rhein            | Burungum                                | Castellum tardif, Musée Archéologique Haus Bürgel | _         | Constantinien               | à la 1re moitié Ve siècle    |
| Rheinsberg                  | Calo                                    | Petit Castellum auxiliaire sur le Limes du Rhin sur l'Itinéraire d'Antonin | _         | _                           | _                            |
| Neuss-Gnadental             | Novaesium                               | Camps de légion et d'auxiliaires | _         | de 16 av. J.-C.             | à la fin du IVe siècle       |
| Neuss-Grimlinghausen        | _                                       | Petit Castel qui garde le Reckberg | _         | de la fin du Ier siècle     | au IIIe siècle               |
| Bedburg-Hau Qualburg        | Quadriburgium                           | Burgus des Limes | _         | du Ier siècle               | au Ve siècle                 |
| Randwijk                    | _                                       | Incertain | _         | _                           | _                            |
| Remagen                     | Rigomagus                               | Camps de cohorte auxiliaire | _         | Ier siècle                  | IVe siècle                   |
| Rindern                     | Arenacum                                | Musée du Forum Arenacum | _         | _                           | _                            |
| Leyde-Roomburg              | Matilo                                  | Limes du Vieux Rhin: les vestiges du castellum d'une cohorte et du vicus Matilo ainsi que les monuments sont protégés et conservés dans le sol (in situ).                     | _         | de 47 ap. J.-C.             | à 275                        |
| Utrecht                     | Traiectum                               | Limes du Vieux-Rhin, Castellum d'une cohorte, | _         | de 47 ap. J.-C.             | à 275                        |
| Valkenburg                  | Praetorium Agrippinae                   | Limes du Vieux Rhin,Castellum, on a indiqué dans la ville, en utilisant des pavés d'une autre couleur, la situation des fondations de cette castella.                         | _         | de 40 ap. J.-C.             | à 275                        |
| Vechten Bunnik-Vecht        | Fectio                                  | Limes du Vieux Rhin, Castellum et deux cohortes, le plus ancien castellum des Pays-Bas                                                                                        | _         | créé par Auguste,           | à 270                        |
| Velsen I et Velsen II       | Flevum                                  | Au-dessus des Limes du Vieux Rhin, Base navale | _         | créé entre 14 et 16,        | à 47 ap. J.-C.               |
| Vleuten-De Meern            | Fletio(-ne)                             | Limes du Vieux-Rhin, Castellum d'une cohorte | _         | de 47                       | à 275                        |
| Wijk bij Duurstede          | Levefanum                               | Limes du Vieux-Rhin, Castellum pour une cohorte probablement enfoui dans la Lek                                                                                               | _         | de 70                       | IVe siècle                   |
| Woerden                     | Laurium                                 | Castellum d'une cohorte et Port du Rhin | _         | de 50                       | au IIIe siècle               |
| Xanten                      | Vetera I                                | Limes du Rhin, Camp de Légion | _         | de 13                       | à 70                         |
| Xanten                      | Vetera II                               | Limes du Rhin, Camp de Légion | _         | de 70                       | à 275/276                    |
| Xanten                      | Tricensimae                             | Limes du Rhin, Camp de Légion | _         | de 306 ou 311               | à la 1re moitié du Ve siècle |
| Zwammerdam                  | Nigrum Pullum                           | Limes du Vieux Rhin,Castellum d'une cohorte | _         | de 47                       | à 275                        |

## Autres camps de la légion romaine
La présence d'un camp a été mise en évidence dans la province de Gueldre aux Pays-Bas. Il est localisé près de la ville d'Ermelo dans la Lande d'Ermelo (nl). Les vestiges du camp sont traversés par la route N302. Ce terrain est protégé comme monument historique depuis le 25/05/1967.

## Temples et Thermes
| Nom actuel              | Nom romain            | Remarques | Peuplades | Début      | Fin             |
| Aix-la-Chapelle         | Aquae Granni          | Thermes | Tongres   | _          | _               |
| Cornelimunster          | Varnenum              | Temple | _         | _          | _               |
| Bergheim-Fronhoven      | _                     | Temple | _         | _          | _               |
| Bergheim-Morken         | _                     | Temple | _         | _          | _               |
| Bornheim-Sechtem        | _                     | Temple | _         | _          | _               |
| Colijnsplaat            | Ganuenta ?            | Temple | _         | _          | _               |
| Düren-Hoven             | _                     | Temple | _         | _          | _               |
| Dombourg                | _                     | Temple | _         | _          | _               |
| Elst                    | Helisthe              | Temple | _         | _          | _               |
| Empel                   | _                     | Temple | Bataves   | Ier siècle | IIIe siècle     |
| Euskirchen-Nöthen/Pesch | _                     | Temple | _         | _          | _               |
| Fauquemont              | Praetorium Agrippinae | Temple | _         | _          | _               |
| Kessel ou Lith          | _                     | Temple | _         | _          | _               |
| Krefeld-Elfrath         | _                     | Temple | _         | _          | _               |
| Meerbusch-Ossum         | _                     | Temple | _         | _          | _               |
| Heerlen                 | Coriovallum           | Thermes à la croisée de la Chaussée romaine de Bavay à Cologne et la Chaussée romaine d'Aix-la-Chapelle à Xanten, fondé par Trajan. | Tungri    | de l'an 5  | a 400 ap. J.-C. |
| Rijsbergen              | _                     | Temple | _         | _          | _               |

## Industrie et artisanat
| Nom actuel                 | Nom romain   | Remarques                                                                           | Peuplades | Début | Fin |
| Aix-la-Chapelle Schönforst | Aquis Grana  | Artisanat et commerce                                                               | Tongres   | _     | _   |
| Andernach                  | Antunnacum   | Carrières                                                                           | _         | _     | _   |
| Bad Neuenahr-Ahrweiler     | _            | Traitement du fer                                                                   | _         | _     | _   |
| Gressenich                 | _            | Mine de zinc proche d'Aix-la-Chapelle exploitée via probablement la Via Mansuerisca | _         | _     | _   |
| Bergheim-Gressenich        | Crassiniacum | Mines                                                                               | _         | _     | _   |
| Kall-Keldenich             | _            | Mines                                                                               | _         | _     | _   |
| Sinzig                     | _            | Céramique                                                                           | _         | _     | _   |
| Stolberg-Breinigerberg     | _            | Ville de mineurs                                                                    | _         | _     | _   |
| Vettweiß-Soller            | _            | Céramique                                                                           | _         | _     | _   |
| Wenau                      | _            | Céramique                                                                           | _         | _     | _   |

## Vicus relais et carrefours
| Nom actuel                                     | Nom romain                           | Remarques                                                                                               | Peuplades                    | Début         | Fin                             |               |
| Ahrweiler                                      | _                                    | _ | _                            | _             | _                               |               |
| Bitburg                                        | Beda                                 | Vicus sur la Chaussée de Trèves à Cologne, relevait de la Germanie Supérieure                           | Trévires, fortifiée vers 330 | _             | au Ve siècle                    |               |
| Blerick                                        | Blariacum                            | Vicus sur la Chaussée de Tongres à Nimègue                                                              | Tongres et Bataves           | _             | _                               |               |
| Bergheim (Rhénanie-du-Nord-Westphalie)-Elsdorf | _                                    | _ | _                            | _             | _                               |               |
| Bergheim-Kerpen-Blatzheim                      | _                                    | _ | _                            | _             | _                               |               |
| Bergheim-Nörvenich                             | Norboniacum                          | _ | _                            | _             | _                               |               |
| Bergheim-Thorr                                 | Tiberiacum                           | Vicus sur la Chaussée romaine de Bavay à Cologne                                                        | Ubiens                       | _             | _                               |               |
| Bonn                                           | Vicus Bonnensis                      | _ | _                            | _             | _                               |               |
| (Les) Bon Villers                              | Germiniacum                          | Vicus sur la Chaussée romaine de Bavay à Cologne, entre Tongres et Bavay                                | Tongres Nerviens             | _             | _                               |               |
| Braives                                        | Perniciacum                          | Vicus sur la Chaussée romaine de Bavay à Cologne, entre Tongres et Bavay                                | Tongres                      | _             | _                               |               |
| Büdesheim                                      | Ausava                               | Vicus sur la Chaussée de Trèves à Cologne,                                                              | Ubiens et Trévires           | _             | détruite vers 275-276           |               |
| Cuijk                                          | Ceuclum                              | Castellum et pont sur la Meuse, Vicus sur la Chaussée de Tongres à Nimègue                              | Tongres et Bataves           |               | de l'époque claudienne vers 100 | au IVe siècle |
| Dilsen-Stokkem                                 | Feresne (Feresnis)                   | Vicus sur la Chaussée de Tongres à Nimègue                                                              | _                            | _             | _                               |               |
| Düren-Baesweiler                               | _                                    | _ | _                            | _             | _                               |               |
| Düren-Mariaweiler                              | Marcodurum                           | _ | _                            | _             | _                               |               |
| Euskirchen-Billig                              | Belgica vicus                        | _ | _                            | _             | _                               |               |
| Euskirchen-Iversheim                           | _                                    | _ | _                            | _             | _                               |               |
| Euskirchen-Marmagen                            | Marcomagus                           | Vicus sur la Chaussée de Trèves à Cologne                                                               | Ubiens                       | _             | _                               | _             |
| Euskirchen -Nettersheim                        | _                                    | _ | _                            | _             | _                               |               |
| Halder                                         | _                                    | _ | _                            | _             | _                               |               |
| Heel                                           | Catualium                            | Vicus sur la Chaussée de Tongres à Nimègue                                                              | _                            | _             | _                               |               |
| Juliers (Jülich)                               | Iuliacum                             | Vicus sur la Chaussée romaine de Bavay à Cologne                                                        | Ubiens                       | du Ier siècle | au Ve siècle                    |               |
| Jünkerath                                      | Icorigium ou Egorigium               | Vicus sur la Chaussée de Trèves à Cologne                                                               | Ubiens                       | _             | _                               |               |
| Cologne-Worringen                              | _                                    | _ | _                            | _             | _                               |               |
| Maastricht                                     | Trajectum ad Mosam                   | Vicus et pont sur la Meuse sur la Chaussée romaine de Bavay à Cologne, entre Tongres et Cologne Thermes | Tongres                      | du Ier siècle | au IVe siècle                   |               |
| Melick                                         | Mederiacum (nl)                      | Vicus sur la Chaussée de Tongres à Nimègue                                                              | _                            | _             | _                               |               |
| Mönchengladbach-Mülfort                        | _                                    | _ | _                            | _             | _                               |               |
| Ouddorp                                        | _                                    | _ | _                            | _             | _                               |               |
| Pont(Geldern)                                  | Mediolanum (Allemagne) (nl)          | _ | _                            | _             | _                               |               |
| Rheinbach-Flerzheim                            | _                                    | _ | _                            | _             | _                               |               |
| Rimburg                                        | _                                    | _ | _                            | _             | _                               |               |
| Rossum                                         | Vada (Site romain aux Pays-Bas) (nl) | _ | _                            | _             | _                               |               |
| Tüddern (Tudderen)                             | Teudurum                             | Vicus sur la Chaussée de Tongres à Nimègue                                                              | _                            | _             | _                               |               |
| Waudrez                                        | Vogdoriacum                          | Vicus sur la Chaussée romaine de Bavay à Cologne, entre Tongres et Bavay                                | Tongres et Nerviens          | _             | _                               |               |
| Viersen-Vorst                                  | _                                    | _ | _                            | _             | _                               |               |
| Wesseling                                      | _                                    | _ | _                            | _             | _                               |               |
| Wijchen                                        | _                                    | _ | _                            | _             | _                               |               |
| Zülpich                                        | Tolbiaco                             | _ | _                            | _             | _                               |               |

## Villae de la Civitas des Tungri
- Heristali (Herstal).
- Jupila (Jupille-sur-Meuse).
- Solmania (Soumagne-Bas).
- Thommen
- Amel
- Konzen
- Tectis, Theux-Juslenville
- Legia, (Liège)
- Amay
- Poulseur du Ier au IIIe, plusieurs fois incendiée.
- Villers-le-Bouillet à la limite de Warnant et de Fize.
- Strud-Haltinne
- Malagne:
- Miecret-Namur
- Furfooz [2]
- Grobbendonk
- Clermont-sous-Huy
- Tavigny Saint-Martin
- Foy-les-Noville[3]
- Fontaine Valmont[4]
- Vegesatum, (Visé).

## Autres villae rusticae
Ces villae rusticae sont localisées dans la province actuelle du Limbourg néerlandais. Un poste de garde avec tour (Poste de garde du Goudsberg similaire à la reconstitution de la tour du Kastell Zugmantel en Allemagne) a également été trouvé dans la même région entre Walem et Fauquemont-sur-Gueule.
- Villa romaine Valkenburg-Vogelenzang (nl) ou villa Ravensbosch
- Villa romaine Houthem-Rondenbos (nl) ou villa Kloosterbos
- Villa romaine Meerssen-Onderste Herkenberg (nl) ou villa Herkenberg
- Villa romaine Valkenburg-Bosstraat (nl) entre Fauquemont-sur-Gueule et Arensgenhout.
- Villa romaine Valkenburg-Heihof (nl)

## Chaussées, ponts et ports
- Via Agrippinensis.
  - Via Belgica.
  - Chaussée romaine de Bavay à Cologne.
- Chaussée romaine de Trèves à Cologne.
- Caesaris pons (à Bonn).
- Vegesatum (Visé).
- Augusta Treverorum (Trèves).
- Limes Saxoniae (Saxons, Abodrites)